# Cândido Barbosa
Cândido Barbosa (Rebordosa, 31 de Dezembro de 1974) é um ex-ciclista profissional português.

## Vida
Cândido Barbosa foi um ciclista vulgar. Sendo essencialmente um corredor sempre fez bons contra-relógios e foi campeão nacional da especialidade, conseguindo igualmente chegar com os primeiros na montanha, se preparado para isso. Foram essas características que lhe permitiram resultados invulgares na Volta a Portugal, desde sempre a sua grande corrida, pois foi ao sprint que somou a maioria das suas 25 vitórias em etapas, sendo o segundo mais bem sucedido da história nesse capítulo (Alves Barbosa é o recordista, com 34), e conquistou o número recorde de oito triunfos por pontos, mas ao mesmo tempo tem dois segundos lugares (2005 e 2007) e um terceiro (2006) à geral, feitos que nunca um simples corredor poderia conseguir.
Esses êxitos fizeram dele o ciclista português mais popular da última década, como o têm comprovado números de audiências televisivas. Em 2007, quando discutiu o triunfo até ao último dia, a RTP bateu o recorde de audiências da Volta a Portugal, com 9,2%, equivalentes a 880 mil pessoas que acompanharam a totalidade da transmissão em directo da etapa. O terceiro melhor número de sempre (8,7%) foi em 2005, quando tentou no contra-relógio final ainda bater o russo Vladimir Efimkin.
Pai de três filhos um deles e ciclista profissional Diogo Barbosa, Cândido Barbosa tem sido mais do que um ciclista nos últimos anos. É empresário de sucesso, foi eleito vereador da Câmara Municipal de Paredes, tem um livro editado - "À Volta de Cândido Barbosa" -, participa em acções de solidariedade e promoção com atletas famosos como Nelson Évora, Francis Obikwelu, Gustavo Lima e outros, e é figura principal em acções beneméritas como a Corrida contra o Linfoma e o Capacete Solidário para os Diabéticos dos Hospital D. Estefânea.
o maior feito conseguido foi vencer a volta ao algarve por duas ocasiões, mas o melhor momento foi na edição de 1997 venceu geral tendo ganho todas as 6 etapas record que ainda mantem ate aos dias de hoje nenhum ciclista conseguiu superar.

## Carreira

### Formação e amador
Começou a competir com 11 anos. Teve como primeiro treinador Bernardo Sousa, que o acompanhou nos primeiros anos de júnior, nos quais representou a J. Pereira. Depois transferiu-se para a Siper–F. Mota onde passou pelas mãos de Alberto Carvalho, e no ano seguinte transferiu-se para o Paredes Móvel, tendo como director, josé Monteiro. Aí cumpriu dois anos como esperança e amador, adiando a subida aos profissionais a pedido da Federação Portuguesa de Ciclismo, pois foi nessa condição que conseguiu apurar Portugal para os Jogos Olímpicos de Atlanta e ainda obteve um feito inédito para o ciclismo português: venceu o Campeonato da Europa de Esperanças, em 1996.

### Profissional
É profissional a partir de 1996 e já representou 6 equipas: W52-Paredes Móvel (1996), Maia-Jumbo-CIN (1997), Banesto/iBanesto.com(1998-2001), Liberty Seguros (2002-2007) e o SL Benfica, em 2008. No início de 2009 recebeu uma proposta da Palmeiras Resort-Tavira, a equipa que venceu as duas últimas Voltas a Portugal, com David Blanco, e na qual se mantém.
Neste momento, Cândido já conta 123 vitórias no seu palmarés, sendo o ciclista português com mais êxitos registados. No seu ano mais profícuo (1997) somou 22 vitórias e juntou-lhe um feito único, ao conquistar a Volta ao Algarve com triunfos em todas as 6 etapas da competição. Foi também em 1997 que se estreou na Volta a Portugal em Bicicleta, vencendo logo duas etapas e sendo primeiro nos pontos, na juventude e sétimo da geral.
Na Volta a Portugal, Cândido já leva 25 vitórias em etapas, ganhando por 8 vezes (5 das quais de forma consecutiva) a Camisola Branca (Pontos) e estabelecendo um recorde na competição. Já conquistou etapas em 12 edições, sendo as últimas nove consecutivas. Vestiu a camisola amarela em oito anos distintos, somando 17 dias como líder da prova.
Ganhar a Volta sempre foi um sonho para Cândido Barbosa, que esteve perto de alcançar esse objectivo em 2005, quando terminou a apenas 34.2 segundos do vencedor, Vladimir Efimkin. Em 2006 foi terceiro e em 2007 novamente segundo, depois de ter vestido a camisola amarela cinco dias, só a perdendo no Alto da Torre, mas actualmente esse sonho parece difícil de atingir. A última época, no entanto, não o mostrou a caminho da reforma. Somou 11 vitórias, tendo sido o ciclista português mais bem sucedido e o 17º em todo o mundo.
Anunciou em 29 de junho de 2011, numa conferencia de imprensa na sede da FPC, o final da carreira de profissional, devido a problemas físicos:
| “ | Saio de bem com o ciclismo. Fiz tudo o que estava ao meu alcance para ganhar [a Volta a Portugal]. Não foi possível, lamento. Mas saio sem qualquer frustração porque tive momentos bonitos que jamais vou esquecer. Deixei ficar boas relações no ciclismo. | ” |

## Palmarés
2010 (Palmeiras Resort-Prio) – 11 vitórias
1º Etapa-10 Volta a Portugal (Sintra-Lisboa, 154,6 km)
1º Prólogo Grande Prémio Joaquim Agostinho (T. Vedras-F. S. Vicente, CRI 5,3 km)
1º Etapa-2 Grande Prémio Joaquim Agostinho (SM Agraço-Carvoeira, 148,2 km)
1º Etapa-4 Grande Prémio Joaquim Agostinho (Circuito Torres Vedras, 104 km)
1º Geral Grande Prémio Joaquim Agostinho
1º Etapa-1 Volta ao Alentejo (Vidigueira-Aljustrel, 178 km)
1º Taça de Portugal
1º Clássica da Primavera
1º Clássica do Alpendre
1º Etapa-2 Volta a Albufeira
1º Etapa-3 Volta a Albufeira
34º Volta a Portugal (1 dia de amarelo)
2º Etapa-3 Volta a Portugal
3º Etapas-1, 2 3 5 Volta a Portugal
2009 (Palmeiras Resort-Tavira) – 11 vitórias
1º Etapa-4 da Volta ao Alentejo
1º Etapa-5 da Volta ao Alentejo (1º Pontos)
1º Clássica da Primavera
1º Clássica de Amarante
1º Etapa-2 do GP Paredes Rota dos Móveis
1º Etapa-3 do GP Paredes Rota dos Móveis
1º Geral do GP Paredes Rota dos Móveis
1º Circuito do Restaurante Alpendre
1º Taça de Portugal
1º Prólogo da Volta a Portugal (Lisboa, CRI de 2,4 km)
1º Etapa-2 da Volta a Portugal (Idanha Nova-Guarda, 175 km)
1º pontos da Volta a Portugal (3 dias de amarelo)
2º Campeonato Nacional Contra-relógio
2008 (Sport Lisboa Benfica) – 2 vitórias
3º Troféu RDP Algarve - Faro
3º Campeonato Nacional de Estrada - Rebordosa
1º Etapa-6 Volta a Portugal (Aveiro-Gondomar, 170,6 km)
1º Etapa-8 Volta a Portugal (Barcelos-Fafe, 169,8 km)
8º Volta a Portugal (2º português)
2007 (Liberty Seguros) – 7 vitórias
1.º Campeonato Nacional de Estrada
1.º Etapa-3 Volta a Portugal (Idanha-Gouveia, 176,3 km)
1.º Etapa-4 Volta a Portugal (Guarda-Santo Tirso, 222,1 km)
1.º Etapa-5 Volta a Portugal (Felgueiras-Fafe, 167,7 km)
1.º Etapa-8 Volta a Portugal (Aveiro-S. João Madeira, 157,1 km)
1.º Etapa-2 GP Paredes Rota dos Móveis
1.º Circuito do Alpendre
2.º Volta a Portugal (1.º português; 1.º pontos; 3.º montanha – 5 dias amarelo)
3.º Volta a Rioja
4.º GP Paredes Rota dos Móveis
2.º Etapa-1 Volta a Rioja
3.º Etapa-3 Volta a Rioja
3.º Etapa-6 Volta a Portugal (Celorico-Sr.ª Graça)
3.º Etapa-9 Volta a Portugal (Oliv. Bairro-Torre)
2006 (LA-Liberty) – 3 vitórias
1.º Etapa-1 Volta a Portugal (Portimão-Beja)
1.º Etapa-1 Volta a Trás-os-Montes
1.º Etapa-2 GP Paredes Rota dos Móveis
3.º Volta a Portugal (1.º português; 1.º pontos; 9.º montanha – 2 dias amarelo)
2.º Etapa-3 Volta a Portugal (Ansião-Viseu)
2.º Etapa-8 Volta a Portugal (Favaios-Guarda)
2005 (LA-Liberty) – 14 vitórias
1.º Etapa-2 Volta a Portugal (Cartaxo-Figueira da Foz, 187, 9 km)
1.º Etapa-6 Volta a Portugal (Trancoso-Fafe, 173,1 km)
1.º Etapa-7 Volta a Portugal (Fafe-Santo Tirso, 160,5 km)
1.º Campeonato Nacional de Contra-relógio Individual
1.º Etapa-3 GP Internacional Costa Azul
1.º Etapa-1 GP Internacional do Oeste RTP
1.º GP Internacional do Oeste RTP
1.º Etapa-3 Volta ao Alentejo
1.º Troféu RDP Algarve
1.º Troféu Sérgio Paulinho
1.º Etapa-1 Volta às Terras de Santa Maria
1.º Etapa-2 Volta às Terras de Santa Maria
1.º Etapa-3 Volta às Terras de Santa Maria
1.º Volta às Terras de Santa Maria
2.º Volta a Portugal (1.º português; 1.º pontos; 7.º montanha)
2.º Etapa-8 Volta a Portugal (Celorico-Sr.ª Graça)
2.º Etapa-9 Volta a Portugal (Lordelo-S. João Madeira)
2.º Etapa-10 Volta a Portugal (Viseu-Viseu CRI)
3.º Etapa-3 Volta a Portugal (Lousã-Fundão)
5.º GP Internacional Costa Azul
10.º GP Torres Vedras-Joaquim Agostinho
16.º GP CTT Correios
2004 (La Alumínios) – 6 vitórias
1.º Etapa-1 GP CTT Correios
1.º Etapa-3 GP CTT Correios
1.º GP CTT Correios
1.º Etapa-2 Volta ao Algarve
1.º Etapa-2 Grande Prémio Estremadura/RTP
1.º Etapa-2 Volta a Portugal (Castelo Branco-Cartaxo, 187,7 km)
2.º Grande Prémio Estremadura/RTP
3.º Volta ao Algarve (1.º pontos)
20.º Volta a Portugal (1.º pontos)
22.º Volta ao Alentejo
47.º Troféu Joaquim Agostinho
2.º Etapa-1 Volta a Portugal
2.º Etapa-7 Volta a Portugal
4.º Etapa-10 Volta a Portugal (Oeiras-Sintra CRI)
DES Jogos Olímpicos de Atenas
2003 (LA-Pecol) – 6 vitórias
1.º Etapa-3 Volta ao Algarve
1.º GP Mosqueteiros/Rota do Marquês
1.º Etapa-1 Volta a Portugal (Albufeira-Tavira, 175,6 km)
1.º Etapa-4 Volta a Portugal (Castelo Branco-Coimbra, 154,6 km)
1.º Etapa-7 Volta a Portugal (Gouveia-S. João Madeira, 166,6 km)
1.º Etapa-8 Volta a Portugal (Feira-Fafe, 188,6 km)
5.º Volta ao Algarve
10.º GP Rota dos Móveis
13.º Campeonato Nacional de Estrada
16.º Volta a Portugal (1.º pontos - 1 dia amarelo)
20.º Troféu Abertura
31.º Troféu Joaquim Agostinho
32.º G.P. Abimota
2.º Etapa-3 Volta a Portugal (Cafés Delta-Castelo Branco)
3.º Etapa-11 Volta a Portugal (Viseu, CRI)
2002 (LA-Pecol) – 12 vitórias
1.º Etapa-3 Volta ao Algarve
1.º Etapa-4 Volta ao Algarve
1.º Volta ao Algarve (1.º pontos; 1.º metas volantes)
1.º Troféu RDP
1.º Clássica Montijo
1.º Clássica Setúbal
1.º Etapa-1 GP Mitsubishi MR Cortez
1.º Etapa-3 Volta a Portugal (Gaia-Gaia, 169,2 km)
1.º Etapa-6 Volta a Portugal (Mondim-Cantanhede, 205,2 km)
1.º Etapa-1 Terras St.ª Maria
1.º Volta às Terras St.ª Maria
1.º Etapa-4 GP Abimota
4.º GP Mitsubishi MR Cortez
4.º Volta ao Minho
7.º Clássica do Seixal
9.º Campeonato de Portugal
10.º Clássica de Alcochete
15.º GP Abimota
45.º Volta a Portugal (3 dias de camisola amarela – 2.º pontos)
53.º Volta ao Alentejo
101.º Semana Catalã
2.º etapa-2 Volta a Portugal (Fafe-Fafe)
2001 (iBanesto)
2.º Volta ao Alentejo (1.º pontos)
5.º Campeonato Portugal
11.º GP Mosqueteiros
1.º (iBanesto) Etapa-4 Volta a Portugal (Loulé-Tavira, CRE, 38,5 km)
2000 (iBanesto) – 4 vitórias
1.º Etapa-3 Vuelta La Rioja
1.º Etapa-5 Volta ao Minho
1.º Etapa-6 Volta a Portugal (Matosinhos-Lordelo, 208 km)
1.º Etapa-11 Volta a Portugal (Manteigas-Belmonte, 134 km)
9.º Vuelta La Rioja
10.º Volta a Portugal (4.º português)
89.º Volta a Itália
1999 (Banesto) – 4 vitórias
1.º Etapa-1 Volta ao Algarve
1.º Etapa-2 Volta ao Algarve
1.º Etapa-4 Vuelta La Rioja
1.º Etapa-7 Volta a Portugal (Tábua-Seia, 187 km)
2.º Volta ao Algarve (1.º pontos)
3.º Clássica Alcobendas
5.º Volta a Portugal (2.º português; 1.º pontos – 1 dia de amarelo)
7.º GP Llodio
2.º Etapa-4 Volta às Astúrias
3.º Etapa-1 Volta às Astúrias
3.º Etapa-2 Volta às Astúrias
1998 (Banesto) – 5 vitórias
1.º GP Telecom
1.º Etapa-1 GP Telecom
1.º Etapa-3 GP Telecom
1.º Etapa-4 GP Telecom
1.º Etapa-4 Volta ao Alentejo
7.º Trofeo Pollensa-Alcudia
11.º Volta ao Alentejo (1.º pontos)
53.º Volta a Portugal (1 dia de amarelo – 3.º pontos)
1997 (Maia Cin) – 22 vitórias
1.º Troféu RDP Algarve
1.º GP Terras de Loulé
1.º Etapa-2 Terras St.ª Maria
1.º Etapa-2 (A e B) Correio do Douro
1.º Etapa 1 GP Abimota
1.º geral Volta ao Algarve + (6 etapas record)
1.º Volta ao Algarve (1.º pontos)
1.º Porto-Lisboa
1.º Etapa-1 GP Minho
1.º Etapa-5 GP Minho
1.º GP Minho
1.º Etapa-3 GP Portugal
1.º Etapa-3 GP Jornal Notícias
1.º Etapa-4 GP Jornal Notícias
1.º Etapa-2 GP Sport Notícias
1.º Etapa-9 Volta a Portugal (Seia-Figueira de Castelo Rodrigo, 150 km)
1.º Etapa-14 Volta a Portugal (Cantanhede-Póvoa de Varzim, 156 km)
2.º GP Portugal
2.º GP Correio do Douro
3.º GP Jornal Notícias
3.º GP Almoçageme
5.º GP Sport Notícias (1.º Juventude)
7.º Volta a Portugal (1º pontos; 1º juventude)
2.º Etapa-4 Volta a Portugal (Abrantes)
2.º Etapa-5 Volta a Portugal (Portalegre)
3.º Etapa-11 Volta a Portugal (Mirandela, CRI 36,9 km)
5.º Etapa-6 Volta a Portugal (Portalegre, CRI 21,6 km)
1996 (W52-Paredes Móvel) – 13 vitórias
1.º Campeonato Europa de Esperanças
1.º Clássica de Lousa
1.º Clássica de Lisboa
1.º Etapa-1 GP Correio da Manhã
1.º Etapa-2 Terras St.ª Maria
1.º Etapa-3 Terras St.ª Maria
1.º Etapa-1 Volta ao Algarve
1.º Etapa-2 Volta ao Algarve
1.º Etapa-3 GP Jornal de Notícias
1.º Etapa-5 GP Jornal de Notícias
1.º Etapa-2 GP Correio do Douro
1.º Etapa-1 GP Minho
1.º Etapa-4 GP Minho
3.º Campeonato de Portugal Contra-relógio
8.º Volta ao Algarve
10.º GP Sport Notícias (1.º juventude)
112º Jogos Olímpicos de Atlanta
1995 (W52-Paredes Móvel - amador) – 3 vitórias
1.º Etapa-1 GP Costa Azul
1.º Etapa-3 Volta ao Algarve
1.º Etapa-6 Volta ao Algarve
2.º Etapa-4 GP Sport Notícias (1.º pontos)
1994 (Selecção Nacional de Esperanças)
2.º Volta ao Algarve (1º pontos)